# Brighton (Utah)
Brighton è una città nella Contea di Salt Lake, Utah, Stati Uniti. 
Situata in cima al Big Cottonwood Canyon della catena montuosa dei Monti Wasatch ad un'altitudine di 2.654 m s.l.m., è una località sciistica dotata di sei seggiovie e collegata sci ai piedi con il Solitude Mountain Resort. È nota per essere dotata di un estensivo impianto di illuminazione che consente lo sci notturno aperto tutti i giorni durante il periodo invernale sulla maggioranza del comprensorio.
La città prende il nome da uno scozzese, William Stuart Brighton, che emigrò nello Utah insieme ai pionieri mormoni. I primi insediamenti risalgono al 1871, mentre le attività di sci alpinismo vennero aperte nel 1936, il che rende Brighton una delle più longeve località sciistiche degli Stati Uniti. A seguito di un voto della popolazione locale, ha acquisito il titolo di città nel 2020.